# Kashiwara
Kashiwara (japanisch 柏原市, -shi) ist eine Stadt in der Präfektur Osaka in Japan.

## Geographie
Kashiwara liegt nordöstlich von Sakai und südöstlich von Osaka.

## Übersicht
Zum traditionellen Handwerk gehören Färben, Baumwoll-Bleichen und Muschel-Produkte. Es gibt Maschinenbau und chemische Industrie. Hauptsächliche landwirtschaftliche Produkte sind Weintrauben, Erdbeeren und Gemüse.
Beachtenswert ist eine Gruppe von Gräbern aus der Kofun-Zeit in Matsuoka und bewohnte Höhlen bei Takaida.
Kashiwara wurde am 1. Oktober 1958 zur Stadt ernannt.

## Sehenswürdigkeiten
- Ampuku-ji (安福寺, buddhistischer Tempel)
- Kōtoku-ji (光徳寺, buddhistischer Tempel)

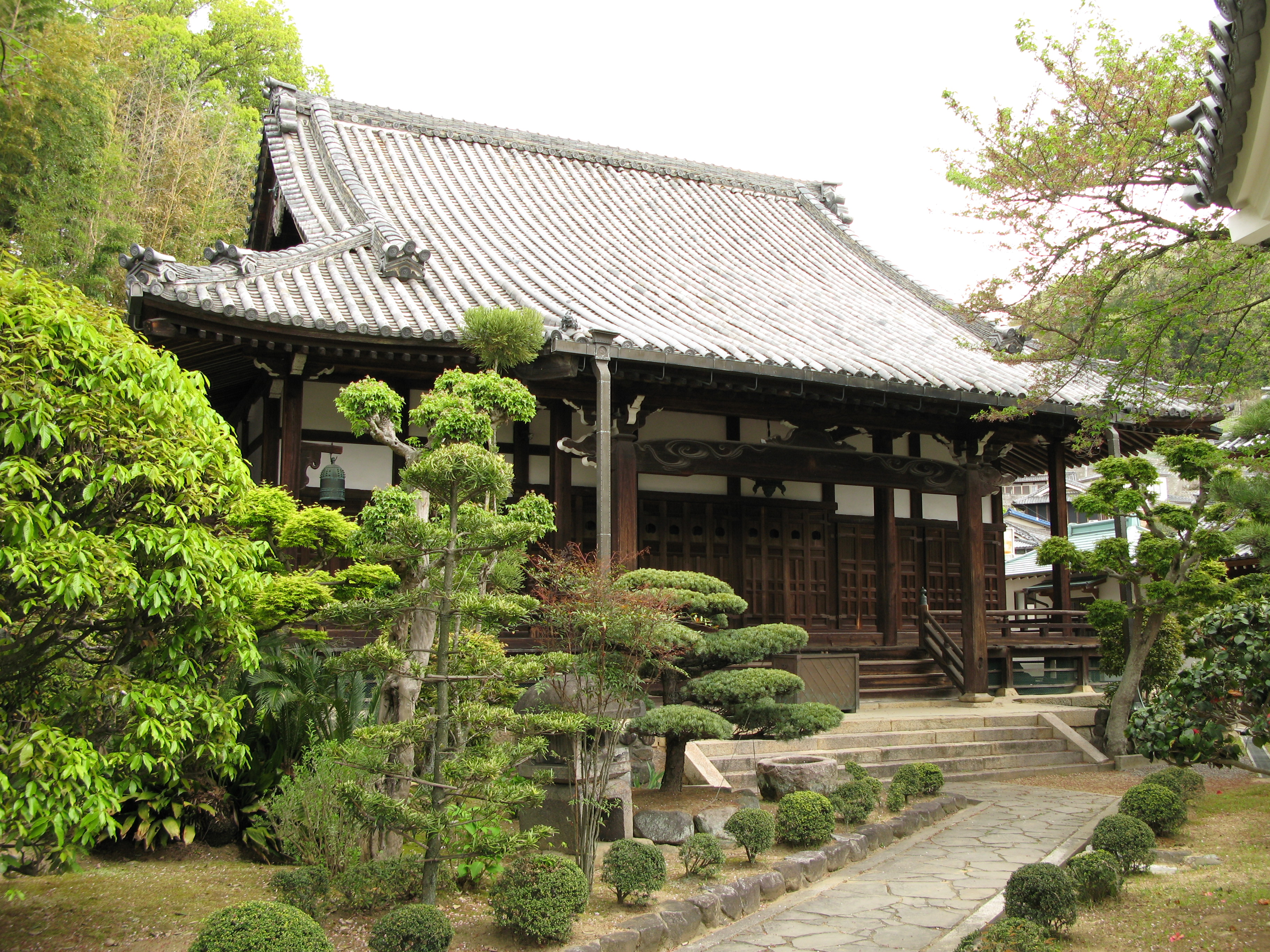
Kōtoku-ji

- Iwa-Schrein (石神社, Iwa-jinja, Shintō-Schrein)
- Nudehiko-Nudehime-Schrein (鐸比古鐸比賣神社, Nudehiko-Nudehime-jinja, Shintō-Schrein)

## Verkehr
- Zug
  - JR Kansai-Hauptlinie
  - Kintetsu Osaka-Linie

- Straße:
  - Nishimeihan-Autobahn
  - Nationalstraße 25, 165, 170

## Söhne und Töchter der Stadt
- Tomoyuki Tanaka (1910–1997), Produzent

## Angrenzende Städte und Gemeinden

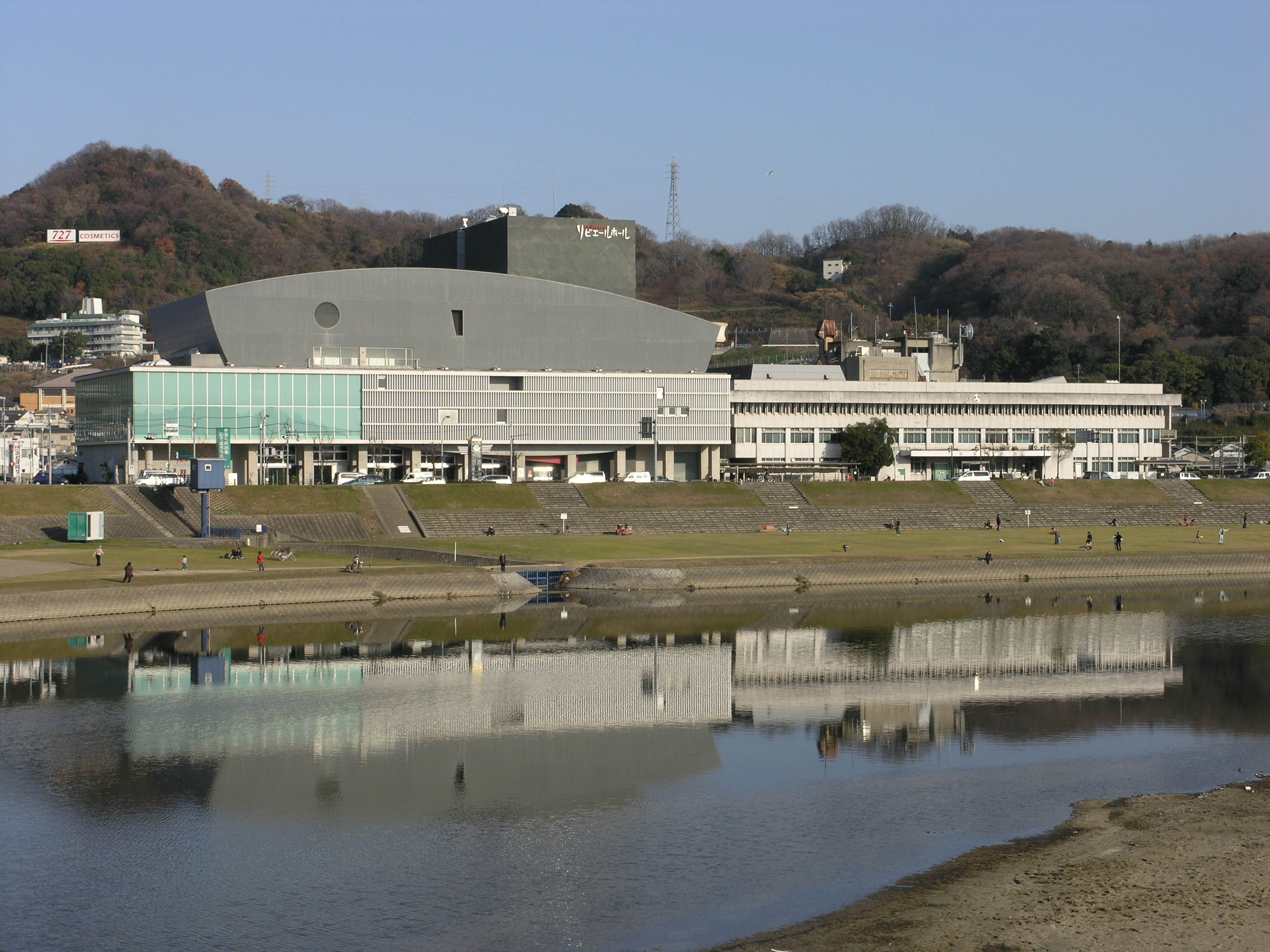
Rechts: Rathaus von Kashiwara, links: Riviere Hall (Bürgerkulturzentrum)

- Präfektur Osaka
  - Yao
  - Habikino
  - Fujiidera
- Präfektur Nara
  - Kashiba
  - Ōji
  - Sangō